# Балаја (Бакау)
Балаја (рум. Bălaia) насеље је у Румунији у округу Бакау у општини Филипени. Oпштина се налази на надморској висини од 269 m.

## Становништво
Према подацима из 2002. године у насељу је живело 133 становника, од којих су сви румунске националности.